# Piccolo uomo
Piccolo uomo è una canzone scritta da Bruno Lauzi e Michelangelo La Bionda e Dario Baldan Bembo, interpretata e pubblicata da Mia Martini.
Presentata al Festival Pop, Beat, Western Express di Londra, il 26 maggio 1972, Piccolo Uomo è la canzone con cui Mia Martini vinse per la prima volta il Festivalbar.
È uno dei brani fondamentali della discografia di Mia Martini e anche il brano che rappresenta il vero primo grande successo commerciale dell’artista.

## Il significato
La protagonista è una donna fragile che non immagina un futuro senza quell’uomo che è intenzionato a lasciarla. Lei chiede all’uomo di non abbandonarla e vorrebbe un’ultima occasione per ricostruire un rapporto che per lei rappresenta la vita. La donna, spaventata dai silenzi che riempiono questa fase complicata del loro rapporto, prega quel piccolo uomo a non precludere la possibilità alla piccola donna di vivere la propria vita e il loro rapporto affettivo.